# Hugo Postma
Hugo J. Postma (Bergen (Noord-Holland), 8 april 1953) is een Nederlands copywriter, songwriter en zanger. Daarnaast publiceert hij over kunst en is hij actief als kunstenaar. Als zanger, songwriter en kunstenaar werkt hij onder het pseudoniem Hugo Sinzheimer (naar de familienaam van zijn moeder Ursula D. Sinzheimer, dochter van de Duitse rechtsfilosoof en rechtsgeleerde Hugo D. Sinzheimer). Ook is hij bekend als Der Sinz.
Postma schrijft liederen voor de diverse bands waarin hij actief is. De nummers die hij schrijft werden opgenomen door onder meer The Meteors, Herman Brood en Lene Lovich. Als copywriter werkt hij voor ondernemingen als ABN AMRO, Nationale-Nederlanden en Rabobank. Als freelance publicist schrijft hij voor onder meer HP/De Tijd, De Groene Amsterdammer, Het Financieele Dagblad en Metropolis M.

## Opleidingen
Hugo Postma volgde van 1971 tot 1977 de opleiding Vrije Schilderkunst en Grafiek aan de Academie voor Beeldende Kunsten Minerva in Groningen. Hij kreeg les van onder anderen Diederik Kraaijpoel en Matthijs Röling. Daarnaast volgde hij de lessen van de Nederlandse beeldhouwer, schilder en graficus Karl Pelgrom, bij wie hij zich bezighield met theaterproducties en decorontwerp. Van 1983 tot 1988 studeerde hij Kunstgeschiedenis en Archeologie van de Nieuwere Tijd aan de Universiteit van Amsterdam. Daar volgde hij colleges en werkgroepen bij onder anderen Hessel Miedema en Joshua Bruyn. Postma studeerde af op onderzoek naar Herman Becker, de Amsterdamse koopman en verzamelaar van het werk van Rembrandt. Dit onderzoek vormde later de basis voor diverse publicaties in Oud Holland, een uitgave van het Rijksbureau voor Kunsthistorische Documentatie.

## Activiteiten
Postma schreef onder zijn pseudoniem Hugo Sinzheimer in de tweede helft van de jaren zeventig een groot aantal liedteksten en liederen die hij merendeels zelf uitvoerde met de diverse bands die hij had opgericht: Li’l Beaver (1976), Snake (1977) en The Meteors (1977-1982). De teksten en liederen schreef hij zowel alleen als in samenwerking met onder anderen Eric Strack van Schijndel, Herman Brood en Ferdinand Bakker.

### The Meteors
Tussen 1977 en 1982 was Postma leadzanger van de Nederlandse Engelstalige rockband The Meteors, die hij samen met Ferdinand Bakker en Job Tarenskeen oprichtte. De groep bracht drie vinylalbums uit: Teenage Heart (1979), Hunger (1980) en Stormy Seas (1982). Er werd circa 400 keer opgetreden in Nederland, België, Engeland en Duitsland. De eerste twee albums van The Meteors werden door EMI (labels Bovema Negram en Harvest) wereldwijd uitgebracht in onder meer Engeland, Frankrijk, Duitsland, de VS en Japan. In 2004 en 2005 bracht EMI de twee eerste albums opnieuw uit, ditmaal op cd. Ter gelegenheid hiervan kwam The Meteors weer bijeen voor een aantal optredens, onder meer in het Paard van Troje in Den Haag.

### Herman Brood en Lene Lovich
Postma leverde teksten en liederen aan Herman Brood voor de albums Street en Shpritsz. Voor Street schreef hij mee aan het nummer One more dose. Samen met Strack schreef hij het nummer Syrup. Voor Shpritsz droegen hij en Strack bij met de nummers Hot Talk en Never Enough. In de Brood-film Cha Cha speelde Postma met The Meteors de eigen nummers It's you, only you (mein Schmerz) en Take it all in. Lene Lovich bracht begin jaren tachtig het nummer It's you, only you (mein Schmerz) uit op haar album No man's land en had daarmee succes in de Verenigde Staten.

### Journalistiek
Postma verzorgde een aantal kunsthistorische en journalistieke publicaties over kunst. Hij richtte zich vooral op Rembrandt en op verzamelen. Hierover publiceerde hij in Oud Holland, een uitgave van het Rijksbureau voor Kunsthistorische Documentatie (SDU) en in Kunstschrift (SDU/Openbaar Kunstbezit). Daarnaast interviewde hij kunstenaars en curatoren, onder wie Gijs van Tuyl (HP/De Tijd), Saskia Bos (De Groene Amsterdammer), Vasif Kortun (Metropolis M), Connie Buttler (De Groene Amsterdammer), Hans Broek (De Groene Amsterdammer) en recenseerde hij tentoonstellingen, waaronder die van Marlene Dumas in het MoMA in New York (Het Financieele Dagblad).

### Copywriter
Van 1988 tot 1990 werkte Postma als Hoofd Communicatie van Concert- en Congresgebouw De Doelen in Rotterdam. Tegenwoordig (sinds 1991) werkt Postma als communicatieadviseur en copywriter voor grote ondernemingen.

## Discografie

### Albums
- Teenage Heart, lp, 1979, Bovema Negram, 5C 064-26235
- Hunger, lp, 1980, EMI, 1A 062-26540
- Stormy Seas, lp, 1982, CNR, 655155,
- Teenage Heart Xtra, cd, 2004, EMI (heruitgaven van Teenage Heart uit 1979 met extra tracks van niet eerder uitgebrachte live-opnamen van de nummers It's You, Only You (Mein Schmerz), Teenage Heart en Wired, en een boekje met historische informatie en fotomateriaal)
- Hunger Xtra, cd, 2005, EMI (heruitgave van Hunger uit 1980, inclusief niet eerder uitgebrachte live-opnamen van de nummers Charms or chains, Together too long en Special Hunger, en een boekje met historische informatie en fotomateriaal)

### Singles
- It's You, Only You (Mein Schmerz), 7 inch, 1979, Negram, 5C 006-26213, B-kant Night Life
- Candy, 7 inch, 1980, Harvest, 1A 006-26594, B-kant It Sucks
- Pilot, 7 inch, 1980, Harvest, 1A 006-26447, B-kant Pilot Conversation
- Together Too Long, 7 inch, 1980, Harvest, 1A 006-26539, B-kant Out Of The Race
- No Way In, No Way Out, 7 inch, 1981, Harvest, 006-26645, Charms Or Chains
- Stormy Seas, 7 inch, 1982, CNR, 144926, B-kant Shoot Or Be Shot

## Geselecteerde publicaties
- Hugo J. Postma, De Amsterdamse verzamelaar Herman Becker (ca. 1617 – 1678); Nieuwe gegevens over een geldschieter van Rembrandt, Oud Holland 102 (1988) Nr 1, pp 1 – 22.
- André Minnaar, Hugo Postma en Hester Klute, Nederland verzamelt hedendaagse kunst, Kunstschrift 6 (1988), SDU/Openbaar Kunstbezit pp 190 – 222.
- Hugo J. Postma en Marjo Blok, Duidelijkheid over de Amsterdamse St. Lukasfeesten in 1653 en 1654, Oud Holland 105 (1991) Nr 1, pp 32 – 38.
- Hugo J. Postma, Rembrandt en de Broederschap der Schilderkunst; een nieuwe hypothese voor de Pallas Athene in Museu Calouste Gulbenkian, Oud Holland 109 (1995) Nr 1/2, pp 89 – 94.
- Hugo J. Postma, We moeten concurreren met miljardairs (interview met Gijs van Tuyl), HP/De Tijd 12 oktober 2007
- Hugo J. Postma, Met Osama naar New York, Het Financieele Dagblad (recensie Marlène Dumas, MOMA (NY), 20 december 2008
- Hugo J. Postma, Een touwtje met een knoopje, (interview met Saskia Bos) De Groene Amsterdammer 27 februari 2009